# Orde van Cluny
De Orde van Cluny is een benedictijnse kloosterorde die tussen 900 en 1200 grote invloed had op de politieke situatie en religieuze leven in West-Europa.

## Algemeen
De Orde van Cluny speelde een bijzondere rol in een hervormingsbeweging binnen de kerk tussen 1000 en 1200. Deze hervorming binnen de kerk was een reactie op de wanorde en de corruptie die was ontstaan door de vermenging van wereldlijke en kerkelijke macht, en machtsstrijd tussen geestelijkheid en adel. In Frankrijk en Italië werden kerkelijke ambten en eigendommen verkocht en verhandeld. Bisschoppen, lagere geestelijken en de monniken in de kloosters gingen een steeds wereldser gedrag vertonen en dit ging gepaard met corruptie, geweld en aantasting van de zedelijke normen. De tiende eeuw werd ook wel de saeculum obscurum, de duistere eeuw of saeculum ferrorum, de ijzeren eeuw genoemd. Ook het pausdom had te lijden onder de strijd tussen geestelijke en wereldlijke macht. In tachtig jaar tijd volgden vierentwintig pausen elkaar op.
Het succes van de Orde van Cluny wordt door historici verklaard vanuit een combinatie van factoren. Er was behoefte aan een zuiverende beweging die terugging naar de spirituele basis van het geloof en zich keerde tegen simonie en andere misstanden. Daarnaast gaven de bepalingen in de stichtingsoorkonde zoveel vrijheid dat het klooster en de abt autonoom konden handelen, onafhankelijk van de feodale adel en de paus. Als andere oorzaak wordt vaak genoemd het feit dat de abdij tussen 900 en 1150 onder leiding stond van zeven begaafde en getalenteerde abten. Berno, Odo, Aymar, Majolus, Odilo, Hugo, en Petrus Venerabilis. Vier van hen werden heilig verklaard (Odo, Maiolus, Odilo en Hugo).
De cluniacenzer beweging stond niet op zichzelf. Tegelijkertijd ontstonden op andere plekken in Europa gelijke bewegingen, zoals in de Zuidelijke Nederlanden in het klooster van Brogne, en in Lotharingen in de abdij van Gorze. Een overeenkomst tussen deze bewegingen is dat een wereldlijk heerser een geestelijke beweging materieel ondersteunt met slechts een spiritueel belang.

## Stichting van de Abdij van Cluny

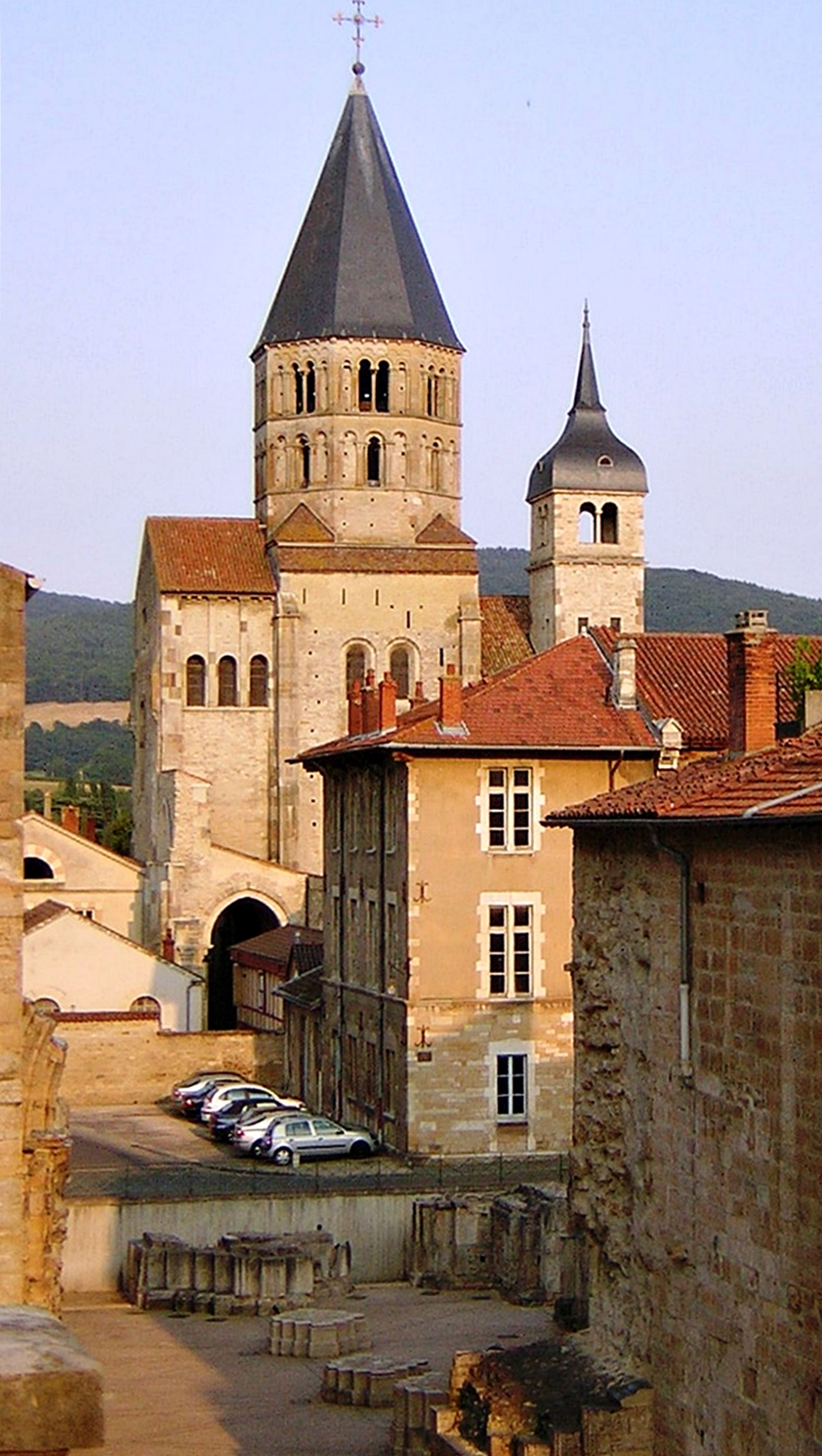
De Abdij van Cluny, met op de voorgrond archeologische opgravingen.

De Abdij van Cluny werd in het begin van de 10e eeuw gesticht door Willem I, hertog van Aquitanië en graaf van Mâcon.
Deze Willem vroeg de abt Berno (850-927) van het klooster van Baume, nabij Besançon, om advies bij de stichting van een kleine abdij waar twaalf monniken in zouden treden. Dit werd de abdij van Cluny. De oprichting van het klooster werd geregeld middels een stichtingsakte, gedateerd 11 september 909, opgetekend te Bourges, waarin belangrijke bepalingen werden vastgelegd. Zo verlangde Willem geen invloed in het doen en laten van de abdij maar stelde het klooster direct onder het gezag van de Heilige Stoel in Rome. Volgens de akte was het de monniken toegestaan om na de dood van Berno zelf een nieuwe abt te kiezen, zonder inmenging van de adel of van de hogere geestelijkheid. Willem gunde op deze wijze het klooster een grote mate van zelfstandigheid en legde daarmee de basis voor het succes van de Orde van Cluny. In de praktijk wezen de abten zelf hun opvolger aan zonder de monniken te raadplegen.
De nieuwe kloosters die gesticht werden door de Orde van Cluny en de bestaande kloosters die toetraden stelden zich onder de autoriteit van de abt van Cluny, die daarmee min of meer een absoluut gezag over de kloosters verkreeg. De oversten van de kloosters die zich aansloten, meestal priors, moesten de abt van Cluny gehoorzamen.
Niet elk klooster koos ervoor om direct onder het gezag van Cluny te vallen. Er waren veel kloosters en abdijen die besloten de cluniacenzer beweging in haar vorm te volgen en de politiek van Cluny als leidraad te nemen, zonder het gezag van de abt van Cluny te erkennen.

## De Orde van Cluny ten tijde van abt Odo (927-942)
Toen Berno stierf werd hij opgevolgd door Odo (878-942), de zoon van Abbo I van Déols. Odo leefde en studeerde in een gemeenschap van kanunniken in Tours, toen hij daar op de regel van Benedictus stuitte. Hij ging op zoek naar een klooster waar deze regel werd nageleefd en vond ten slotte de abdij van Baume.

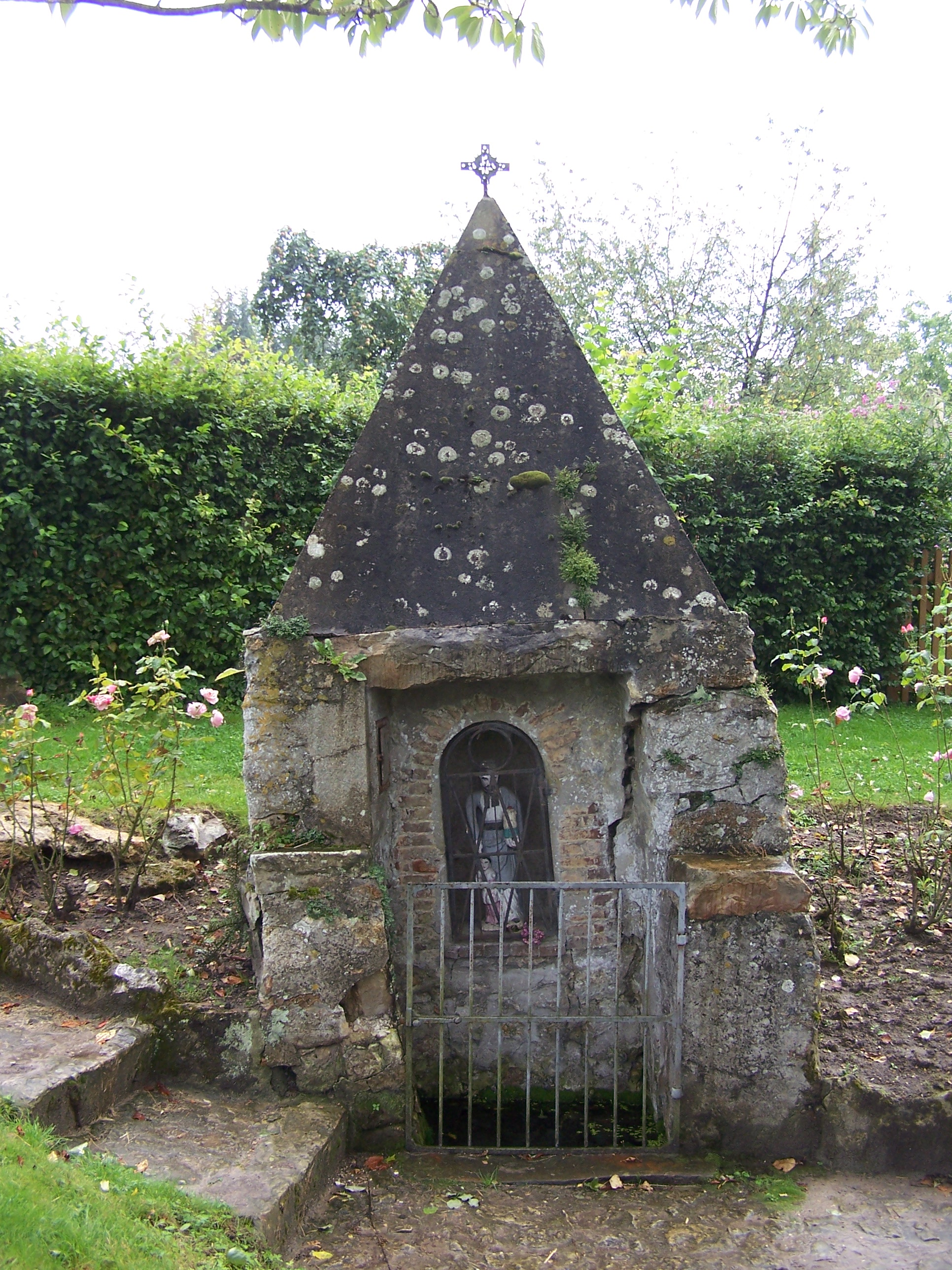
Bidkapel voor Sint-Odo in Boissets

Het was vooral Odo die de Orde van Cluny groot maakte. Odo legde de nadruk op de strikte naleving van de regel van Benedictus in de variant van Benedictus van Aniane. Zo moesten de monniken onafgebroken bidden en psalmen reciteren. Deze benedictijnse observantie sloeg aan. De adel profiteerde door de monniken voor hen te laten bidden en de gelovigen die terug wilden naar een sober ascetisch kloosterleven vonden hier een ingang. Cluny stond in groot contrast met andere orden waar het kloosterleven ten prooi was gevallen aan decadentie.
De faam van Cluny verspreidde zich snel. Odo reisde zelf van klooster tot klooster en werd door hoge geestelijken en adel benaderd om ook de hervorming van andere kloosters in de regio op zich te nemen. Onder de eerste kloosters die het voorbeeld van Cluny navolgden waren de abdijen van Fleury en Romainmôtier. Het klooster kreeg het recht om munt te slaan, opende scholen en richtte een bibliotheek in.
Paus Johannes XI kende Odo een belangrijk privilege toe. Een monnik die de gelofte aflegde mocht gewoonlijk niet van klooster veranderen zonder toestemming van een hogere geestelijke. De abdij van Cluny kreeg echter toestemming om een monnik uit een ander klooster op te nemen, indien deze beloofde een striktere naleving van de regel van Benedictus na te streven. Johannes XI creëerde met dit privilege een belangrijke uitzondering. Via Odo kregen ook het klooster van Déols en dat van Fleury hetzelfde privilege toegewezen. Zo werd het voor de Orde van Cluny eenvoudiger om zich uit te breiden.
Het klooster viel direct onder gezag van de paus in Rome. Vanwege de grote afstand tussen het klooster en de Heilige Stoel kon de paus in werkelijkheid zijn macht nauwelijks laten gelden. De banden met Rome en met de paus werden door Cluny voortdurend aangehaald en verstevigd, met het doel de invloed van plaatselijke bisschoppen terug te dringen en de zelfstandigheid van de orde te versterken. Tegelijkertijd had de paus zo een middel om de macht van de bisschoppen onder controle te houden en te beperken.
Odo wordt beschreven als een charismatische persoonlijkheid die een goede band met de wereldlijke heersers wist op te bouwen. Hij ontwikkelde een bijzondere relatie met de paus. Rond 936 kreeg hij van Alberic II de opdracht de hervorming van de kloosters in en rondom Rome te organiseren. Hij wist ook de kloosters van Subiaco en Monte Cassino, door Benedictus van Nursia zelf gesticht, onder de invloed van Cluny te krijgen.

## De Orde van Cluny onder Aimar, Maiolus en Odilo (942-1048)
Odo stierf in 942 en werd opgevolgd door Aimar, die blind werd en Maiolus (906-994) tot zijn plaatsvervanger aanwees. Maiolus wist de succesvolle uitbreidingspolitiek van Odo voort te zetten. De orde breidde zich uit van de Jura tot de Dauphiné, de Provence, de vallei van de Loire, het zuiden van Bourgogne en de Bourbonnais en kende inmiddels een dertigtal kloosters.
Onder leiding van de abten Odilo (992-1048) en Hugo (1024-1109) groeide de Orde van Cluny uit tot een wijdverbreide spirituele én politieke organisatie. Odilo pleitte voor de Godsvrede en probeerde door middel van bepalingen over wapenstilstand, vrijwaring van geestelijke personen en bezittingen de vrede te bevorderen. Hij stelde in 998 de herdenking in van alle overleden gelovigen die later uitgroeide tot Allerzielen . Bij zijn dood vielen 68 kloosters onder de directe invloed van de Orde van Cluny.
De Abdij van Cluny ontving vele geschenken. Maiolus, Odilo en Hugo beschikten over veel geld dat zij deels gebruikten om de abdij uit te breiden en een groot deel te verbouwen. De schenkingen werden gedaan door de rijkere leken met het doel vergeving te krijgen voor hun zonden. De monniken zouden dit middels observantie kunnen verzorgen.

## Cluny op het hoogtepunt van haar macht, onder abt Hugo (1049-1109)

Hugo van Cluny, Hendrik IV en Mathilde van Toscane

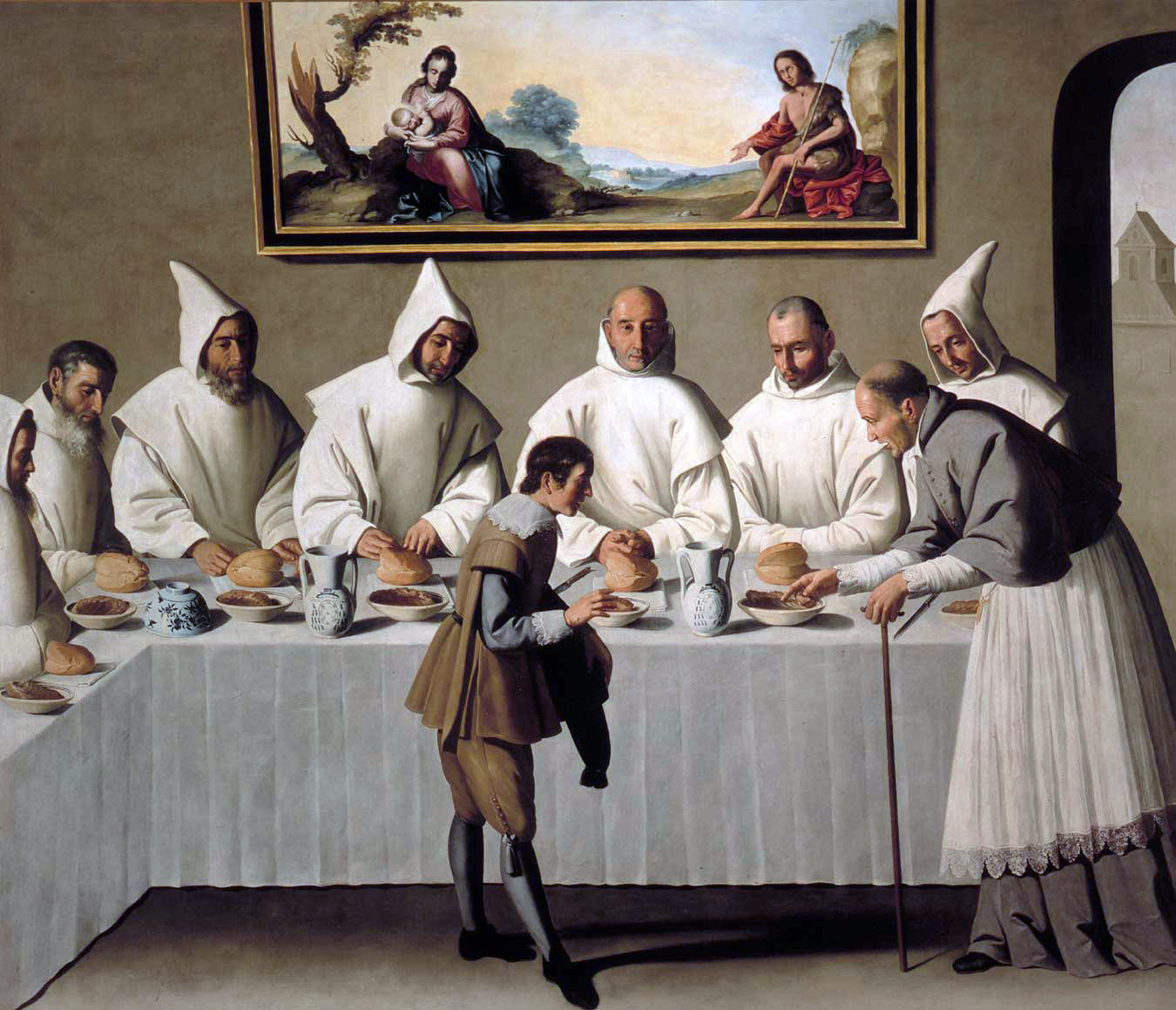
Hugo van Cluny (uiterst rechts) bezoekt het klooster Nuestra Señora de las Cuevas in Triana, Sevilla.

In 1049 werd Odilo opgevolgd door Hugo, zoon van Dalmatius van Semur, graaf van Brionnais. Deze Hugo beschikte over bijzondere kwaliteiten zoals een sterk leiderschap en wist goede contacten te leggen met de Franse en Italiaanse bisschoppen, met de koning van Frankrijk en met keizer Hendrik IV.
Toen Hugo op 25-jarige leeftijd abt werd, werd Bruno van Toul paus als Leo IX. De paus begon met een zuivering van de kerkelijke organisaties. Zijn acties waren gericht tegen de simonie, de handel in kerkelijke ambten, en waren het begin van een hervorming die zou uitgroeien tot de latere Investituurstrijd. Tijdens de periode dat Hugo abt van Cluny was bereikte de Orde het hoogtepunt van haar macht. Ze had grote invloed op de Europese politiek en genoot een groot aanzien onder de wereldse leiders. De nieuwe kloosters die werden gesticht, kregen de status van priorij. Deze vielen onder het gezag van Cluny en werden vaak bestuurd door monniken die uit Cluny zelf afkomstig waren. Sommige priorijen hadden weer het gezag over andere kloosters en priorijen, zoals La Charité, dat aan het hoofd stond van zeventig kloosters.
Onder Hugo werden in Noord-Italië onafhankelijke priorijen gesticht in Lodi, Pontida en in de buurt van Milaan. In Spanje steunde Alfons VI van Castilië de Orde van Cluny en schonk haar de koninklijke abdij van Sahagun in Léon. Hij bemiddelde in het conflict tussen paus Gregorius VII en Hendrik IV, waarin de paus uiteindelijk het onderspit moest delven. Paus Urbanus II (vanaf 1078) was een cluniacenzer monnik die door Hugo naar Italië was gestuurd. Urbanus riep op tot de eerste kruistocht en steunde ook de Reconquista van Spanje. De Orde van Cluny speelde ook een belangrijke rol in de Reconquista, omdat zij haar invloed uitbreidde naarmate de Moren verder teruggedrongen werden. Hugo speelde onder andere een rol in de benoeming van de bisschop van Santiago de Compostela en gaf zijn goedkeuring aan het huwelijk tussen Raymond van Bourgondië en prinses Urraca van Castilië.
Tijdens het leven van Hugo bereikte de orde een hoogtepunt en hadden meer dan twaalfhonderd abdijen, kloosters en priorijen een band met Cluny.

## Cluny onder Pontius (1109-1122), Petrus Venerabilis (1122-1156)
De opvolger van Hugo was Pontius, die niet over de kracht en de kwaliteiten van zijn voorgangers beschikte. In 1115 moest hij bemiddelen in het conflict tussen paus Paschalis II en keizer Hendrik V. De paus moest ten slotte vluchten en zocht onderdak in Cluny.
Als oorzaak voor de neergang van de Orde van Cluny tijdens Pontius worden door historici verschillende redenen genoemd; de concurrentie van andere kloosterorden zoals de cisterciënzers, een slecht economisch beleid, de kosten van de verbouwing van het klooster, psychische problemen, de hevige politieke druk tijdens de Investituurstrijd.
Bovendien was er geen fundament voor de organisatie die dankzij persoonlijke inspanningen van de abten was opgebouwd. De hiërarchie was grotendeels opgebouwd volgens een patroon dat niet schriftelijk was vastgelegd of op andere wijze officieel was gemaakt.
Pontius werd vier jaar voor zijn dood in 1122 opgevolgd door Hugo II, een oude monnik die reeds enkele maanden later in datzelfde jaar overleed. Hugo II werd opgevolgd door Petrus Venerabilis (1094-1156), die de discipline wist te herstellen en nog eenmaal de orde en de abdij van Cluny tot grote hoogte wist te brengen.
Petrus was de laatste grote abt van Cluny. Na zijn dood raakte de orde haar macht en invloed kwijt, haar rol werd voor een deel overgenomen door de opkomende cisterciënzers.